# Chim báo bão Wilson
Oceanites oceanicus là một loài chim trong họ Hydrobatidae.
Loài này là một trong những loài chim phong phú nhất trên thế giới và có sự phân bố theo chu kỳ chủ yếu ở các vùng biển ở Nam bán cầu nhưng mở rộng về phía Bắc trong suốt mùa hè ở Bắc bán cầu. Dân số trên toàn thế giới đã được ước tính là hơn 50 triệu cặp.Chim này còn báo cho dân biết khi nào có bão cho ngư dân biết còn tránh.

## Hình ảnh

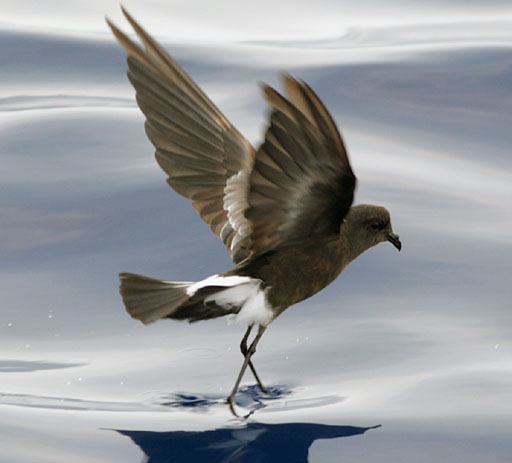
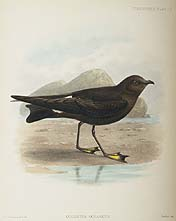
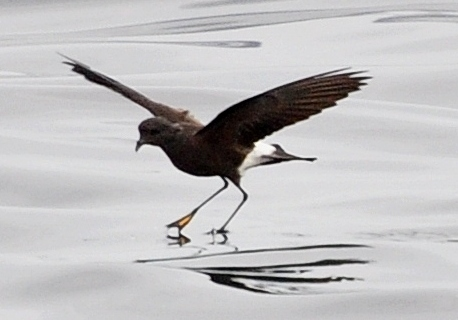
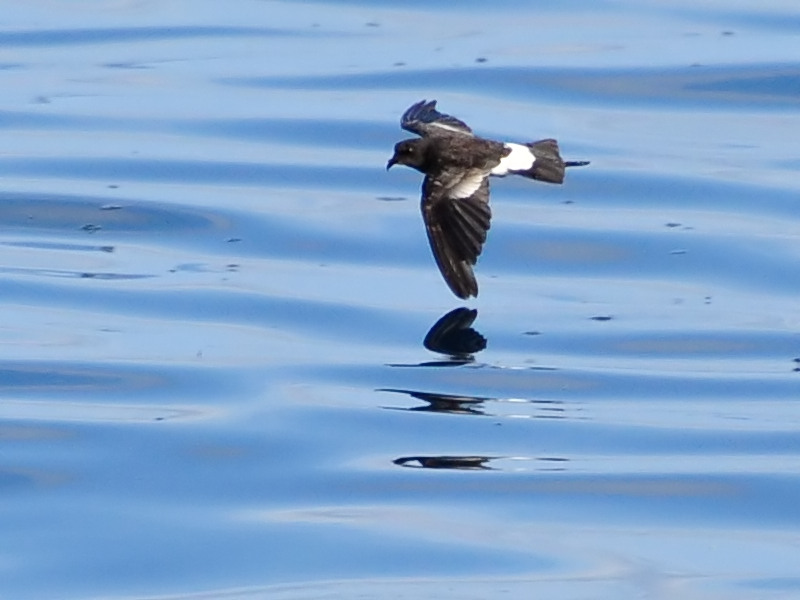
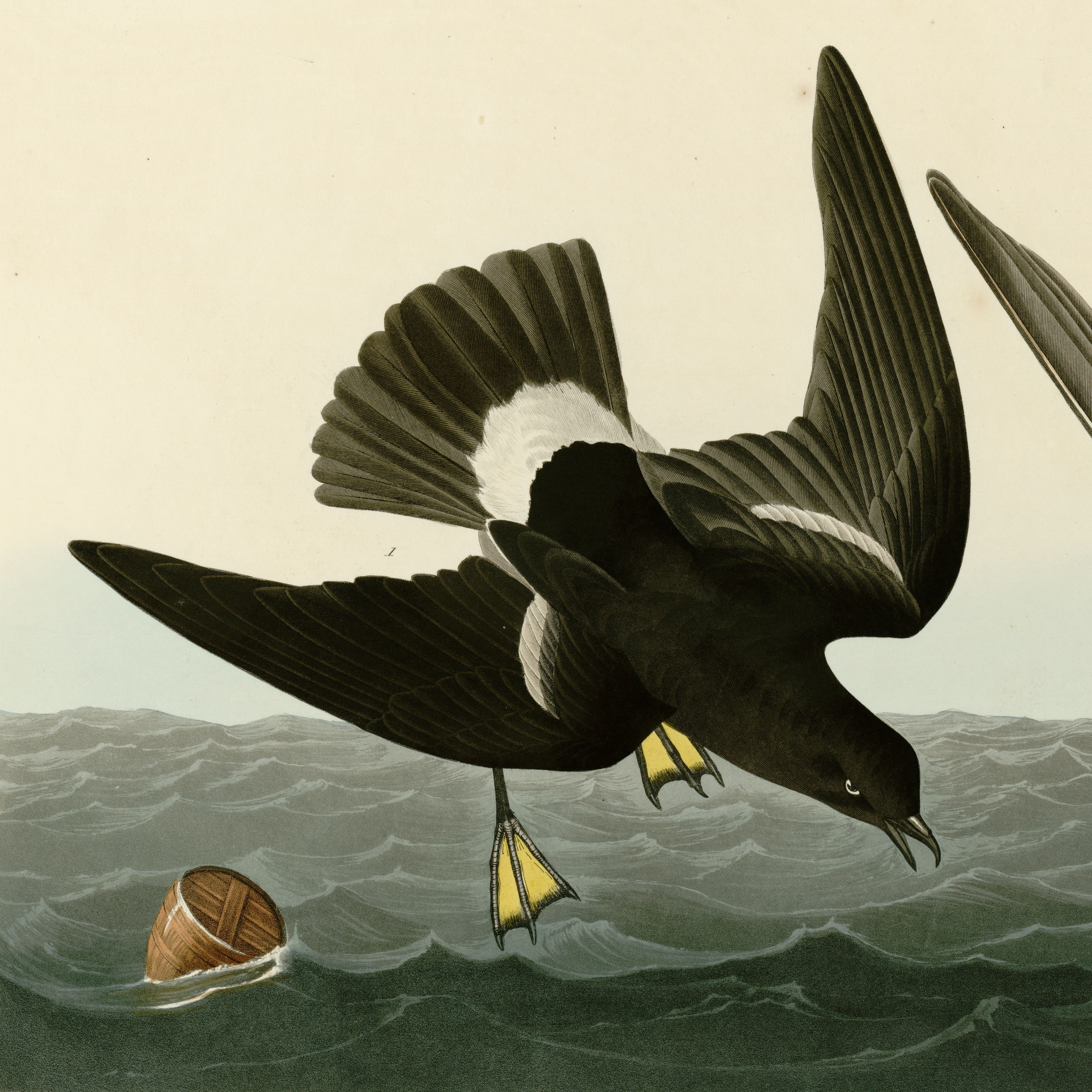